# Эвримедон (гигант)
Эвримедонт, Евримедонт (др.-греч. Εὐρυμέδων), в древнегреческой мифологии — царь племени гигантов, которые были уничтожены Зевсом за их нечестивость.  Возможно, Эвримедонт предводительствовал каким-то другим кланом великанов

          ....отважного Евримедонта,

Бывшего в давнее время властителем буйных гигантов:

Но погубил он народ нечестивый, а также себя с ним.

Имя Эвримедона использовалось как нарицательное для обозначения правителя

напоминая Евримедонта, бывшего прежде властителем буйных гигантов, 

Эвримедон — отец Перибеи, которая была его младшей дочерью и родила от Посейдона Навсифоя, который стал основателем царского рода феаков

Имя её Арета; от предков она происходит

 Тех же, которые мужа её Алкиноя родили.

 Прежде всего родили Навсифоя Земли Колебатель

 И Перибея, средь жен наиболе прекрасная видом,

 Самая младшая дочь отважного Евримедонта,

 Бывшего в давнее время властителем буйных гигантов:

 Но погубил он народ нечестивый, а также себя с ним.

 С ней Посейдон сочетался и сына родил Навсифоя,

 Духом высокого. Царствовал он над народом феаков.

 От Навсифоя-царя родились Рексенор с Алкиноем.

 Но Рексенор, не имев сыновей, после краткого брака

 Был Аполлоном застрелен, оставивши дочь лишь Арету

Некоторые источники говорят о том, что Прометей — сын Эвримедонта и Геры.